# Kvanefjeld

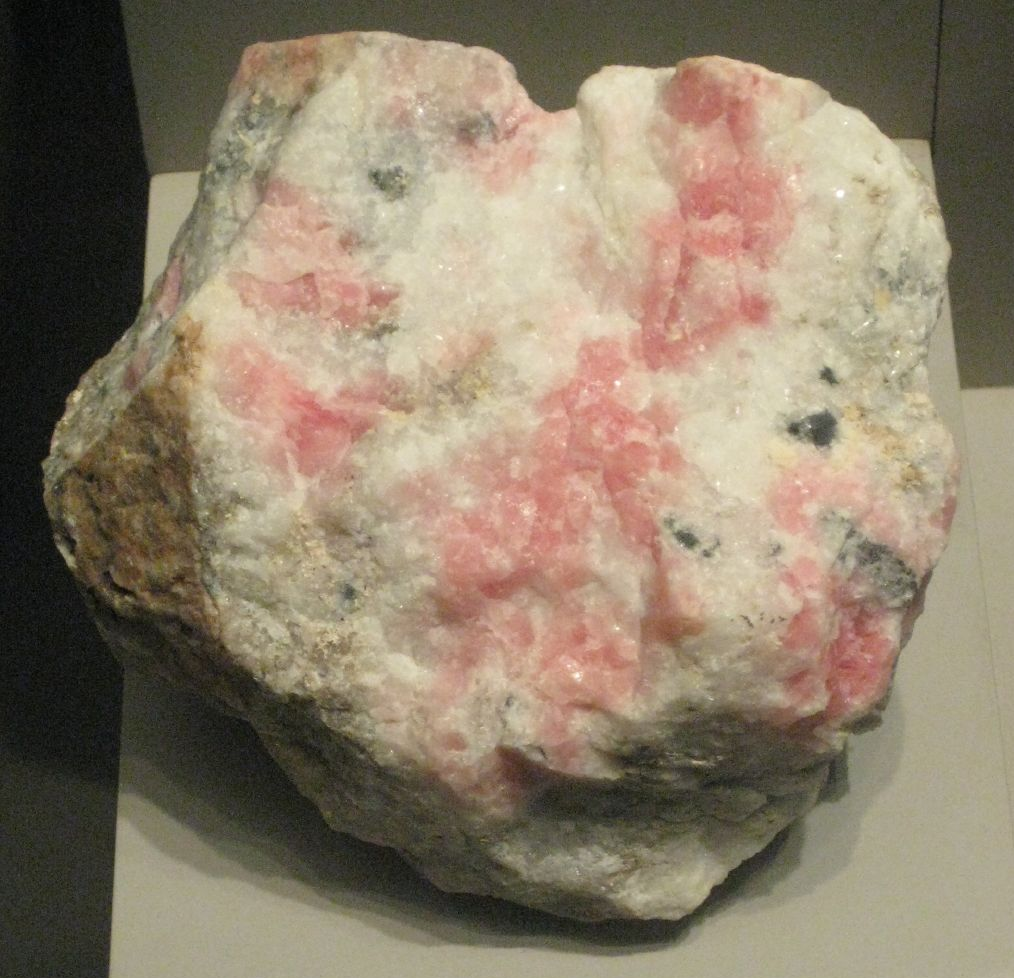
Tugtupit från Kvanefjeld, Grönland.

Kvanefjeld på Grönland anses vara världens näst största fyndighet av sällsynta jordartsmetaller.
Här finns också stor förekomst av zink,  uran samt tugtupit.
Kvanefjeld ägs av Greenland Minerals and Energy Limited.